# Louga (Département)

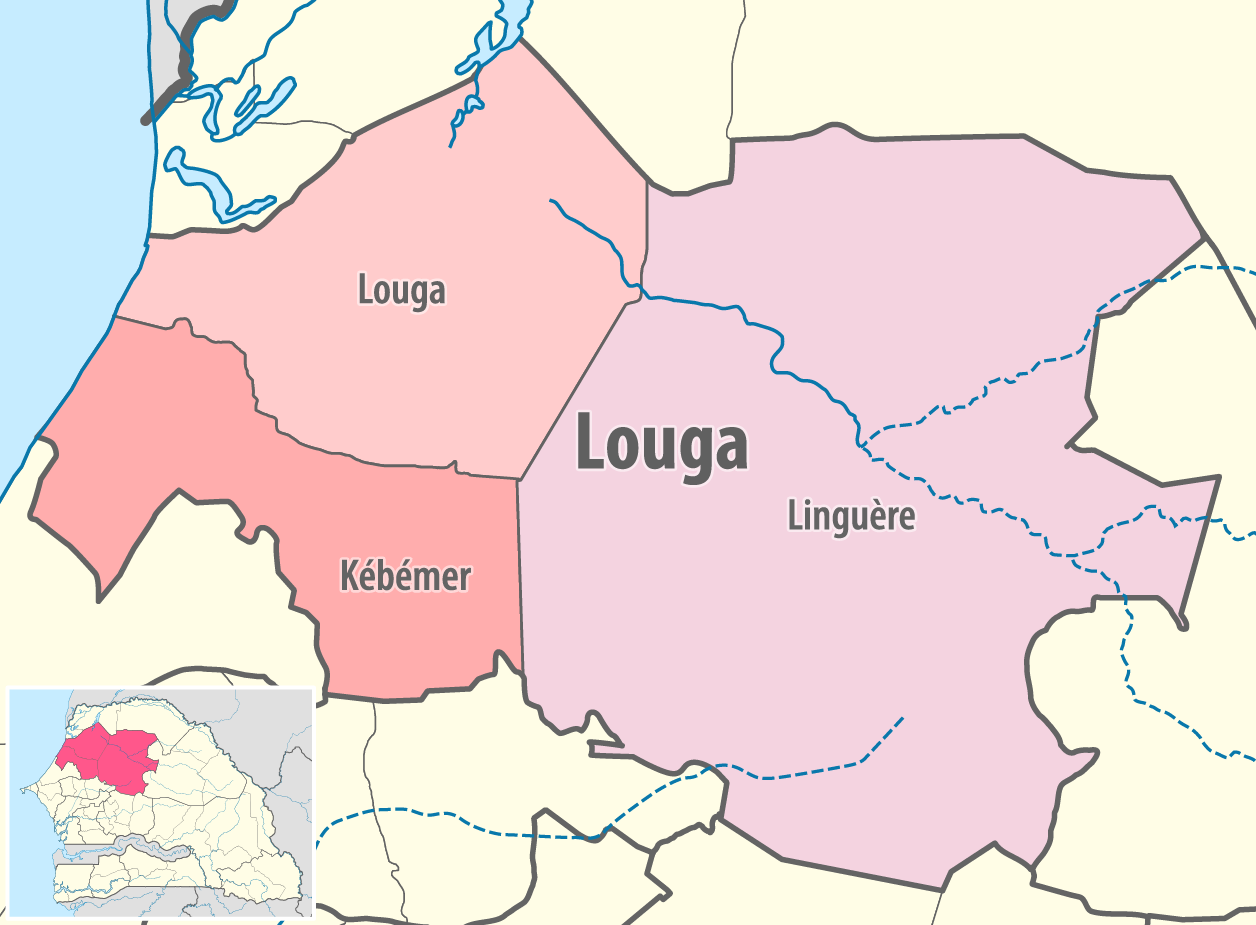
Département Louga in der Region Louga

Das Département Louga mit der Hauptstadt Louga ist eines von 45 Départements, in die der Senegal, und eines von drei Départements, in die die Region Louga gegliedert ist. Es liegt im Nordwesten des Senegal zwischen der Grande-Côte und dem Unterlauf des Flusses Ferlo und dem Südteil des Guiers-Sees.
Das Département hat eine Fläche von 5649 km² und gliedert sich wie folgt in Arrondissements, Kommunen (Communes) und Landgemeinden (Communautés rurales):
| Commune / Arrondissement | Communauté rurale | Einwohner 2013 |
| Louga                    | —                 | 104.349        |
| Ndiagne (2011)           | —                 | 7.496          |
| Coki                     | Coki              | 25.298         |
| Coki                     | Pété Ouarack      | 4.837          |
| Coki                     | Thiamène Cayor    | 17.179         |
| Coki                     | Guet Ardo (2011)  | 8.635          |
| Keur Momar Sarr          | Gandé             | 16.513         |
| Keur Momar Sarr          | Keur Momar Sarr   | 27.517         |
| Keur Momar Sarr          | Nguer Malal       | 24.518         |
| Keur Momar Sarr          | Syer              | 7.104          |
| Mbédiène                 | Kele Gueye        | 10.091         |
| Mbédiène                 | Mbédiène          | 12.442         |
| Mbédiène                 | Nguidilé          | 19.710         |
| Mbédiène                 | Niomré            | 15.822         |
| Sakal                    | Léona             | 32.788         |
| Sakal                    | Ngueune Sarr      | 13.874         |
| Sakal                    | Sakal             | 25.037         |
| Département              | —                 | 373.212        |